# Love & Live
Love & Live é o primeiro extended play do girl group sul-coreano LOOΠΔ 1/3, que por sua vez, é uma sub-unidade do grupo LOOΠΔ (Idalui Sonyeo; lit. "Garota do Mês"). Foi lançado em 13 de março de 2017 pela agência Blockberry Creative e distribuído até o ano de 2021 pela CJ E&M, quando os direitos de distribuição dos álbuns foram transferidos para a Danal Entertainment. O álbum contém cinco faixas, incluindo uma faixa-título de mesmo nome. A versão de re-lançamento do EP, chamada Love & Evil, foi lançada em 27 de abril de 2017; contendo de sete a oito faixas, incluindo três novas músicas e um remix de "Love&Live" ou de "You And Me Together", faixas exclusivas da versão física que foram distribuídas com base na versão (comum ou limitada).

## Lançamento e promoções
Uma amostra da música "Valentine Girl" foi lançada em 13 de fevereiro, após dois teasers que anunciavam a criação da sub-unidade. Uma amostra do álbum foi lançada no canal oficial do grupo no Youtube em 10 de março. A promoção começou em 12 de março, no programa Inkigayo da SBS.
LOOΠΔ 1/3, consistindo das integrantes HeeJin, HyunJin, HaSeul e a nova integrante, ViVi, lançaram Love&Live em 13 de março, acompanhado por um single de mesmo nome.
Um videoclipe especial para a música "You and Me Together" (com cenas dos bastidores do MV de "Love&Live") foi lançado em 20 de março.
Love&Live foi descrito como "cheio do sentimento de amor jovial, para expressar as emoções palpitantes nos limites do estilo de K-pop contemporâneo."

## Love&Evil
Em 23 de abril de 2017, foi anunciado que uma versão de re-lançamento do mini-álbum seria lançada em 27 de abril de 2017, sob o nome de Love&Evil e com três novas músicas, além de versões de remix de "Love&Live (지금, 좋아해)" e "You and Me Together". Os remixes estão apenas disponíveis no CD físico.
O álbum de re-lançamento é "uma versão invertida do álbum. Como sugerido pela palavra ‘Evil’, que é um palíndromo de ‘Live’ (e foi planejado desde antes da produção), é cheio das preocupações e dores do processo de amar, ao contrário das características da gravação anterior". As fotos do livreto foram tiradas em Praga, na República Tcheca.

### Faixas
Na descrição do álbum, a música instrumental de introdução, chamada ‘Love & Evil’, produzida por SWEETCH, é apresentada como a materialização de uma garota que está sozinha numa floresta escura. Com o piano em accelerando (aumento progressivo do andamento rítmico), a garota foge para um lugar mais profundo da floresta.
Quatro garotas então se unem para cantar uma ‘Sonatine’ para uma magia de amor.
O álbum continua com uma nova canção, ‘Rain 51db (비의 목소리 51db)’, que é uma homenagem aos girl groups da primeira geração do k-pop, S.E.S. e Fin.K.L. A música é cheia de afeição, tentando revitalizar os sentimentos de uma era de ouro para a música. Como a tentativa anterior de ViVi em ‘Everyday I Love You’, LOOΠΔ 1/3 volta aos anos 90 com a pergunta “e se o LOOΠΔ tivesse sido criado nos anos 90?”. Elas então usam suas vozes puras como se ‘Rain 51db’ fosse parte de uma trilha sonora original de um filme de animação, cantando que elas vivem em “sonhos dos quais elas nunca acordarão”.

## Videoclipes
O videoclipe para a faixa-título, "Love&Live", foi filmado na Nova Zelândia e em Hong Kong. Ele conta a história de uma garota robô solitária, retratada por ViVi, que procura ser como suas amigas humanas; imitando-as em todos os sentidos, desde os esportes que elas praticam até o suco que elas bebem. A nova integrante do grupo, ViVi, foi escolhida para o papel porque "a integrante mais recente precisa tentar e achar um lugar num grupo de garotas já solidificado – mas ainda em crescimento".
Já o videoclipe para a faixa-título do álbum de re-lançamento, "Sonatine", foi gravado em Hong Kong. Ele retrata as garotas andando com expressões glamourosas ou melancólicas à noite, cada uma sozinha, tanto na área urbana como em um parque de diversões. Há também cenas onde elas estão juntas, cantando e dançando na cobertura de um prédio.
Após o vídeo de "Sonatine" ter alcançado 300,000 visualizações no YouTube, foi lançado um MV para "Rain 51dB". Há uma forte influência e elementos dos Anos 90. Abaixo da tela, aparecem as letras da música. Acima, aparece uma colocação dos 10 videoclipes do LOONA baseado no número de visualizações de cada um.

## Lista de faixas
| N.º            | Título                                                 | Letras                      | Música                        | Arranjo                       | Duração |  |
| 1.             | "Into the New Heart (guitarra por Kim Jungmo de TRAX)" |                             | Hwanghyun & NOPARI (MonoTree) | Hwanghyun & NOPARI (MonoTree) | 1:08    |  |
| 2.             | "Love&Live"                                            | Hwanghyun (MonoTree)        | Hwanghyun (MonoTree)          | Hwanghyun (MonoTree)          | 3:24    |  |
| 3.             | "You and Me Together"                                  | Artronic Waves, David Kater | Artronic Waves, David Kater   | Artronic Waves                | 3:08    |  |
| 4.             | "Fairy Tale"                                           | Artronic Waves              | Artronic Waves                | Artronic Waves                | 3:08    |  |
| 5.             | "Valentine Girl"                                       | Artronic Waves              | Artronic Waves                | Artronic Waves                | 3:11    |  |
| Duração total: | Duração total:                                         | Duração total:              | Duração total:                | Duração total:                | 14:11   |  |

| Lista de faixas do re-lançamento "Love&Evil" |                       |                             |                              |                              |         |  |
| N.º                                          | Título                | Letras                      | Música                       | Arranjo                      | Duração |  |
| 1.                                           | "Love&Evil"           |                             | SWEETCH                      | SWEETCH                      | 1:05    |  |
| 2.                                           | "Sonatine"            | SWEETCH, Noh Ju Hwan        | SWEETCH, Noh Ju Hwan, Meng-i | Meng-i, SWEETCH, Noh Ju Hwan | 3:20    |  |
| 3.                                           | "Rain 51dB"           | OREO                        | OREO                         | OREO                         | 3:25    |  |
| 4.                                           | "Love&Live"           | Hwanghyun (MonoTree)        | Hwanghyun (MonoTree)         | Hwanghyun (MonoTree)         | 3:24    |  |
| 5.                                           | "You and Me Together" | Artronic Waves, David Kater | Artronic Waves, David Kater  | Artronic Waves               | 3:08    |  |
| 6.                                           | "Fairy Tale"          | Artronic Waves              | Artronic Waves               | Artronic Waves               | 3:08    |  |
| 7.                                           | "Valentine Girl"      | Artronic Waves              | Artronic Waves               | Artronic Waves               | 3:11    |  |
| Duração total:                               | Duração total:        | Duração total:              | Duração total:               | Duração total:               | 22:01   |  |

| Faixas extras de "Love&Evil" |                             |                             |                             |                      |         |  |
| N.º                          | Título                      | Letras                      | Música                      | Arranjo              | Duração |  |
| 8.                           | "Love&Live Remix"           | Hwanghyun (MonoTree)        | Hwanghyun (MonoTree)        | Hwanghyun (MonoTree) |         |  |
| 9.                           | "You and Me Together Remix" | Artronic Waves, David Kater | Artronic Waves, David Kater | Artronic Waves       |         |  |

Uma versão remixada de "Love&Live" está presente de forma exclusiva na versão física do álbum de re-lançamento, enquanto o remix de "You and Me Together" está presente apenas na versão física limitada do mesmo álbum.

## Desempenho nas paradas

### Love&Live
| Parada                   | Posição de pico | Entrada mais recente                     | Vendas        |
| ------------------------ | --------------- | ---------------------------------------- | ------------- |
| Gaon Weekly Album Chart  | 10              | 17 à 23/07/2022 (semana 30) Posição: #90 | - KOR: 8.411+ |
| Gaon Monthly Album Chart | 36              | 17 à 23/07/2022 (semana 30) Posição: #90 | - KOR: 8.411+ |

### Love&Evil
| Parada                   | Posição de pico | Entrada mais recente                     | Vendas        |
| ------------------------ | --------------- | ---------------------------------------- | ------------- |
| Gaon Weekly Album Chart  | 26              | 17 à 23/07/2022 (semana 30) Posição: #84 | - KOR: 7.320+ |
| Gaon Monthly Album Chart | 65              | 17 à 23/07/2022 (semana 30) Posição: #84 | - KOR: 7.320+ |